# Hanae Ito
Hanae Ito –en japonés, 伊藤華英, Ito Hanae– (Saitama, 18 de enero de 1985) es una deportista japonesa que compitió en natación.
Ganó dos medallas en el Campeonato Pan-Pacífico de Natación de 2006, oro en 100 m espalda y plata en 4 × 100 m estilos.
Participó en dos Juegos Olímpicos de Invierno, ocupando el sexto lugar en Pekín 2008 (4 × 100 m estilos) y el séptimo en Londres 2012 (4 × 100 m libre).

## Palmarés internacional
| Campeonato Pan-Pacífico | Campeonato Pan-Pacífico | Campeonato Pan-Pacífico | Campeonato Pan-Pacífico |
| Año                     | Lugar                   | Medalla                 | Prueba                  |
| ----------------------- | ----------------------- | ----------------------- | ----------------------- |
| 2006                    | Victoria (Canadá)       | Medalla de oro          | 100 m espalda           |
| 2006                    | Victoria (Canadá)       | Medalla de plata        | 4 × 100 m estilos       |